# Calapnita subphyllicola
Calapnita subphyllicola is een spinnensoort uit de familie trilspinnen (Pholcidae). De soort komt voor in de Filipijnen.